# Badischer Leichtathletik-Verband

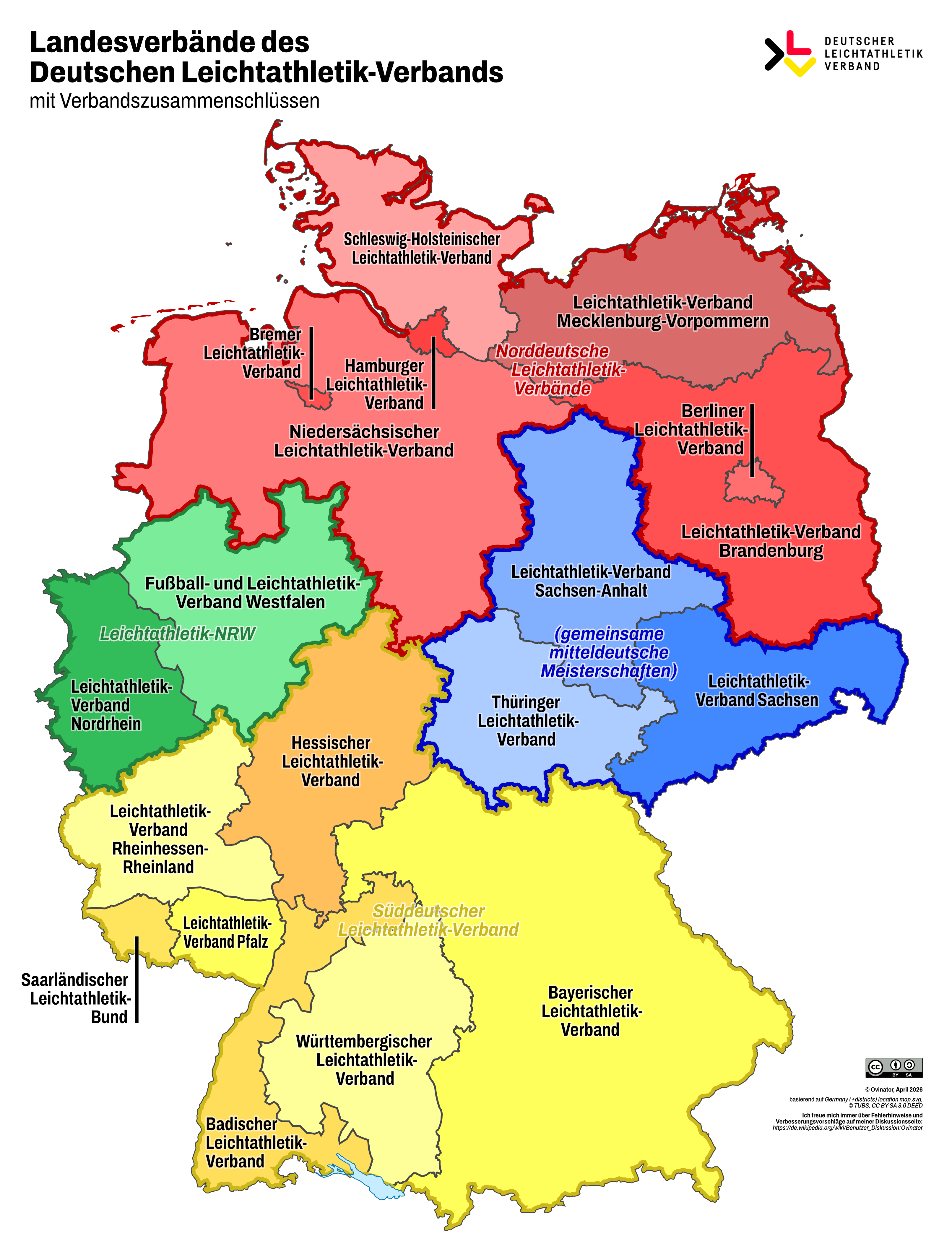
BLV in Deutschland

Der Badische Leichtathletik-Verband (BLV) ist der Dachverband der Leichtathletik in Baden. Er ist einer der 19 Landesverbände des Deutschen Leichtathletik-Verbandes (DLV).
Der Verband ist weiterhin Mitglied im Süddeutschen Leichtathletik-Verband, im Badischen Sportbund Nord, Badischen Sportbund Süd, im Landessportverband Baden-Württemberg und in der Internationalen Bodensee-Leichtathletik (IBL).